# Yu Darvish
Pour les articles homonymes, voir Darvish.
Sefat Farid Yu Darvish (ダルビッシュ 有, Darubisshu Yū, né le 16 août 1986 à Habikino, Osaka, Japon) est un lanceur droitier des Padres de San Diego de la Ligue majeure de baseball.
Il connaît une brillante carrière de 7 saisons avec les Hokkaido Nippon Ham Fighters de la Ligue Pacifique du Japon, avec qui il s'aligne de 2005 à 2011, remportant deux fois le titre de meilleur joueur de la ligue et une fois le Prix Eiji-Sawamura.
Il s'impose ensuite comme l'un des meilleurs lanceurs du baseball majeur dès son arrivée en 2012 chez les Rangers du Texas. En 2013, il mène les majeures avec 277 retraits sur des prises. En 2014, il devient le lanceur à atteindre le plus rapidement les 500 retraits sur des prises en carrière dans les majeures. Absent du jeu en 2015 à la suite d'une intervention chirurgicale, il revient au jeu avec les Rangers en 2016. En 2017, il est échangé aux Dodgers de Los Angeles. Il rejoint en 2018 les Cubs de Chicago.

## Carrière

### Japon

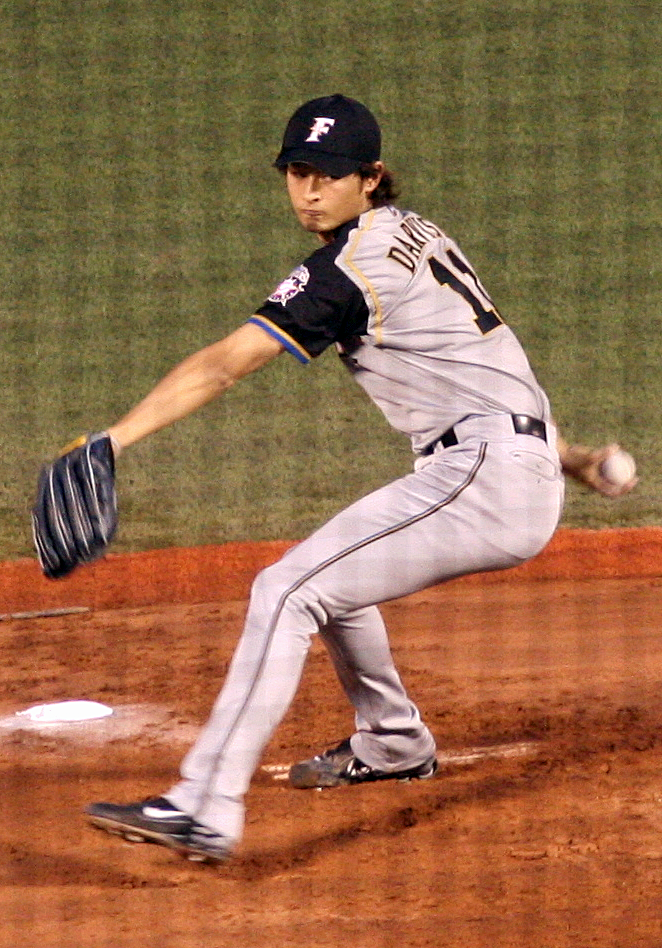
Yu Darvish en 2007 avec Hokkaido.

Yu Darvish joue pour les Hokkaido Nippon Ham Fighters de 2005 à 2011. Cinq fois joueur étoile, il remporte deux fois le titre de meilleur joueur de la Ligue Pacifique, en 2007 et 2009. En 2007, il remporte également le Sawamura, remis au meilleur lanceur du baseball japonais. En 2006, il mène les Fighters à la victoire en Série d'Asie et il est nommé joueur par excellence du championnat. En sept ans au Japon, Yu remporte 93 matchs contre seulement 38 défaites et sa moyenne de points mérités n'est que de 1,99.
De 2007 à 2011, sa moyenne de points mérités n'a jamais été plus élevée que 1,88. En 2011, il remporte 18 victoires contre 6 défaites pour Hokkaido et affiche sa plus basse moyenne de points mérités en carrière : 1,44 en 232 manches lancées.

### Internationale
Yu Darvish participe au tournoi olympique de baseball avec l'équipe du Japon aux Jeux d'été de Beijing en 2008.
Yu Darvish s'aligne avec la sélection japonaise qui remporte la Classique mondiale de baseball en 2009. Il est d'ailleurs le lanceur gagnant du match de final gagné 5-3 par le Japon sur la Corée du Sud.

### Ligue majeure de baseball

#### Rangers du Texas

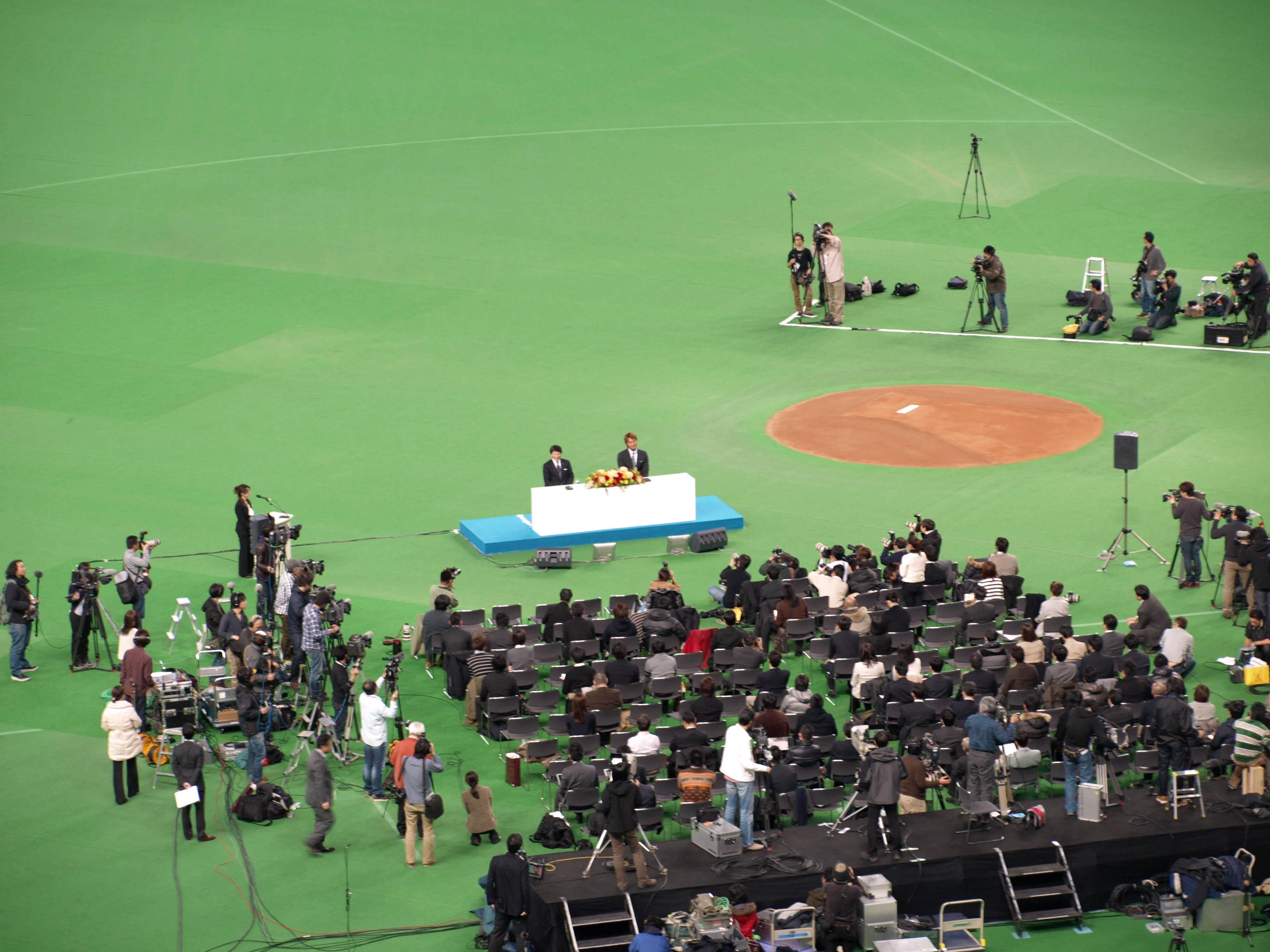
Darvish fait ses adieux aux fans japonais lors d'une conférence de presse au Sapporo Dome le 24 janvier 2012.

Après la saison de baseball 2011, Yu Darvish signifie son intention de tenter sa chance en Amérique du Nord dans la Ligue majeure de baseball. Il est notamment convoité par les Blue Jays de Toronto, les Rangers du Texas et les Yankees de New York. Les Mariners de Seattle, les Nationals de Washington, les Marlins de Miami et les Red Sox de Boston alimentent aussi les rumeurs. Le matin du 20 décembre (heure du Japon), les Rangers du Texas remportent l'enchère leur permettant de négocier le transfert de Darvish dans les ligues majeures. Cette procédure est la norme depuis 1998 pour compenser la ligue japonaise pour la perte de leurs joueurs. Les Rangers gagnent le droit de négocier avec Yu en misant 51,7 millions de dollars US, une somme record légèrement supérieure aux 51 111 111 dollars que les Red Sox de Boston avaient misés en novembre 2006 pour le droit de négocier avec Daisuke Matsuzaka. Texas a jusqu'au 18 janvier 2012 pour en venir à une entente avec Yu, sans quoi le joueur retourne à son équipe japonaise et les Rangers n'ont pas à payer les quelque 51 millions engagés.
Le 18 janvier, les Rangers annoncent la mise sous contrat de Yu Darvish. Le Japonais signe un contrat de 60 millions de dollars US pour six saisons.

##### Saison 2012

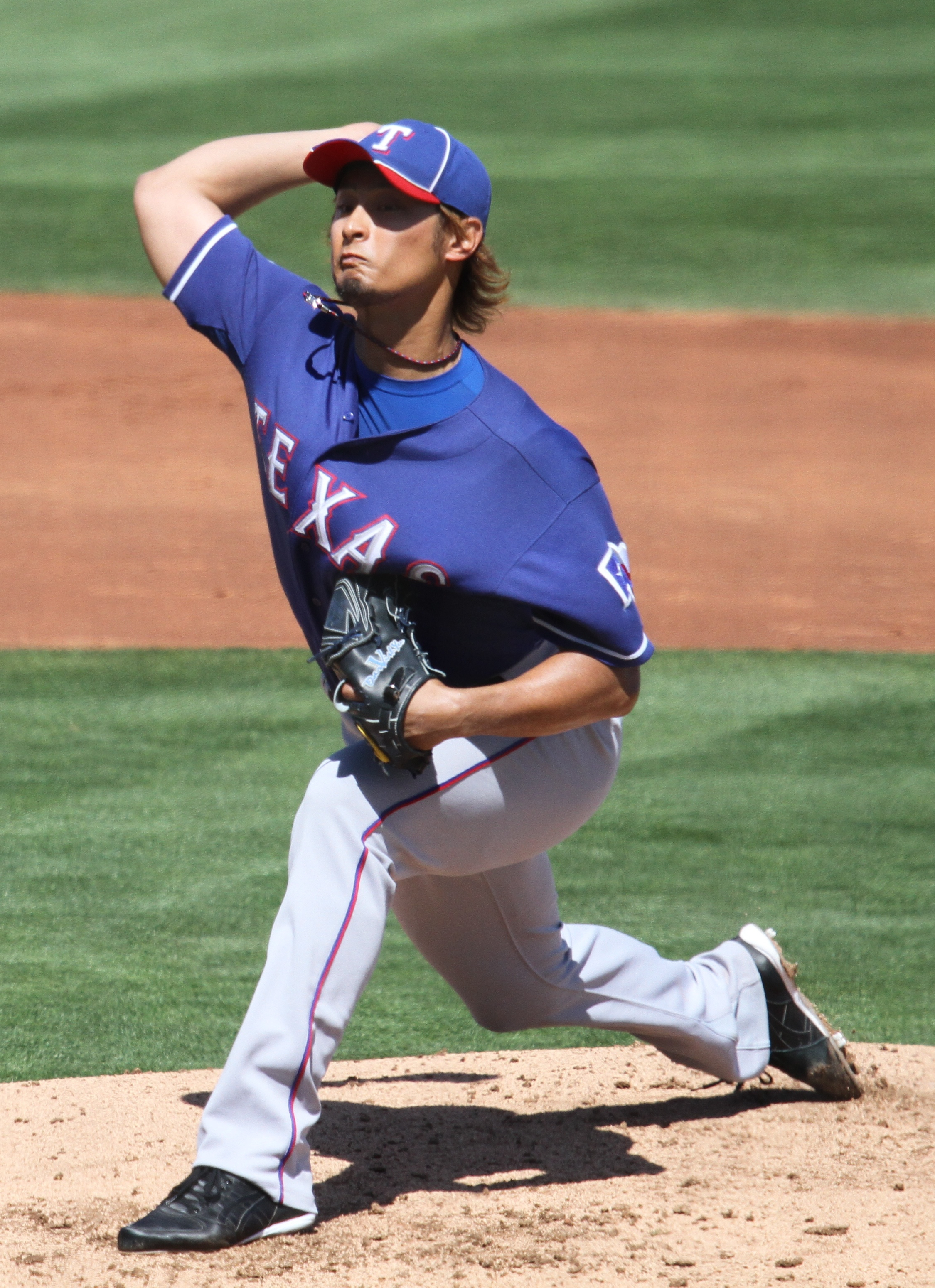
Yu Darvish en 2012 avec les Rangers du Texas.

Il joue son premier match dans le baseball majeur le 9 avril 2012 à Arlington face aux Mariners de Seattle. Il accorde quatre points dès la première manche et quitte le match après cinq manches et deux tiers, ayant accordé cinq points mérités, quatre buts-sur-balles et huit coups sûrs. Il réussit cinq retraits au bâton, mais commet un mauvais lancer et atteint un frappeur. Il remporte tout de même sa première victoire dans les majeures puisque les Rangers comblent le déficit et gagnent la partie.
Sans subir aucune défaite, Darvish remporte quatre victoires en cinq départs au cours du mois d'avril 2012. Il présente durant cette période une moyenne de points mérités de 2,18 avec 33 retraits sur des prises. Il est élu meilleure recrue du mois d'avril dans la Ligue américaine.
Invité au match des étoiles à la mi-saison, il complète l'année avec 16 victoires, 9 défaites et une moyenne de points mérités de 3,90. En 29 départs et 191 manches et un tiers lancées, il enregistre 221 retraits sur des prises. Il termine 3e derrière Mike Trout et Yoenis Cespedes au vote désignant la recrue de l'année de la Ligue américaine et neuvième avec un seul vote au scrutin désignant le vainqueur du trophée Cy Young du meilleur lanceur.

##### Saison 2013
Dans une victoire de 7-0 des Rangers le 2 avril 2013, Yu Darvish passe à un seul retrait de lancer le 24e match parfait de l'histoire du baseball majeur. À Houston, il retire consécutivement les 26 premiers frappeurs des Astros. Sa partie parfaite est perdue lorsque le dernier frappeur qu'il a à retirer, Marwin González, réussit un simple qui passe entre les jambes du lanceur des Rangers. Darvish est le 11e lanceur de l'histoire à perdre un match parfait après deux retraits en neuvième manche.
Yu est parmi les meilleurs lanceurs du baseball en 2012 et termine 2e du vote de fin d'année désignant le gagnant du trophée Cy Young du meilleur lanceur de la Ligue américaine, derrière le lauréat Max Scherzer, des Tigers de Détroit. Il reçoit même des votes pour le titre de joueur par excellence de la ligue, terminant 22e. Ses 277 retraits sur des prises, un sommet dans les majeures en 2013, est le second plus haut total en une saison par un lanceur des Rangers, après les 301 de Nolan Ryan en 1989. En 32 départs et 209 manches et deux tiers lancées, il maintient une moyenne de points mérités de 2,83 avec 13 victoires contre 9 défaites. Il mène les majeures avec une moyenne de 11,9 retraits sur des prises par 9 manches lancées et accorde en moyenne 6,2 coups sûrs à l'adversaire par tranche de 9 manches, le plus faible nombre de la Ligue américaine et le 2e plus bas total des majeures après José Fernández des Marlins de Miami de la Ligue nationale. À la mi-saison, Darvish honore une 2e sélection à la partie d'étoiles, mais n'est pas utilisé dans le match.

##### Saison 2014

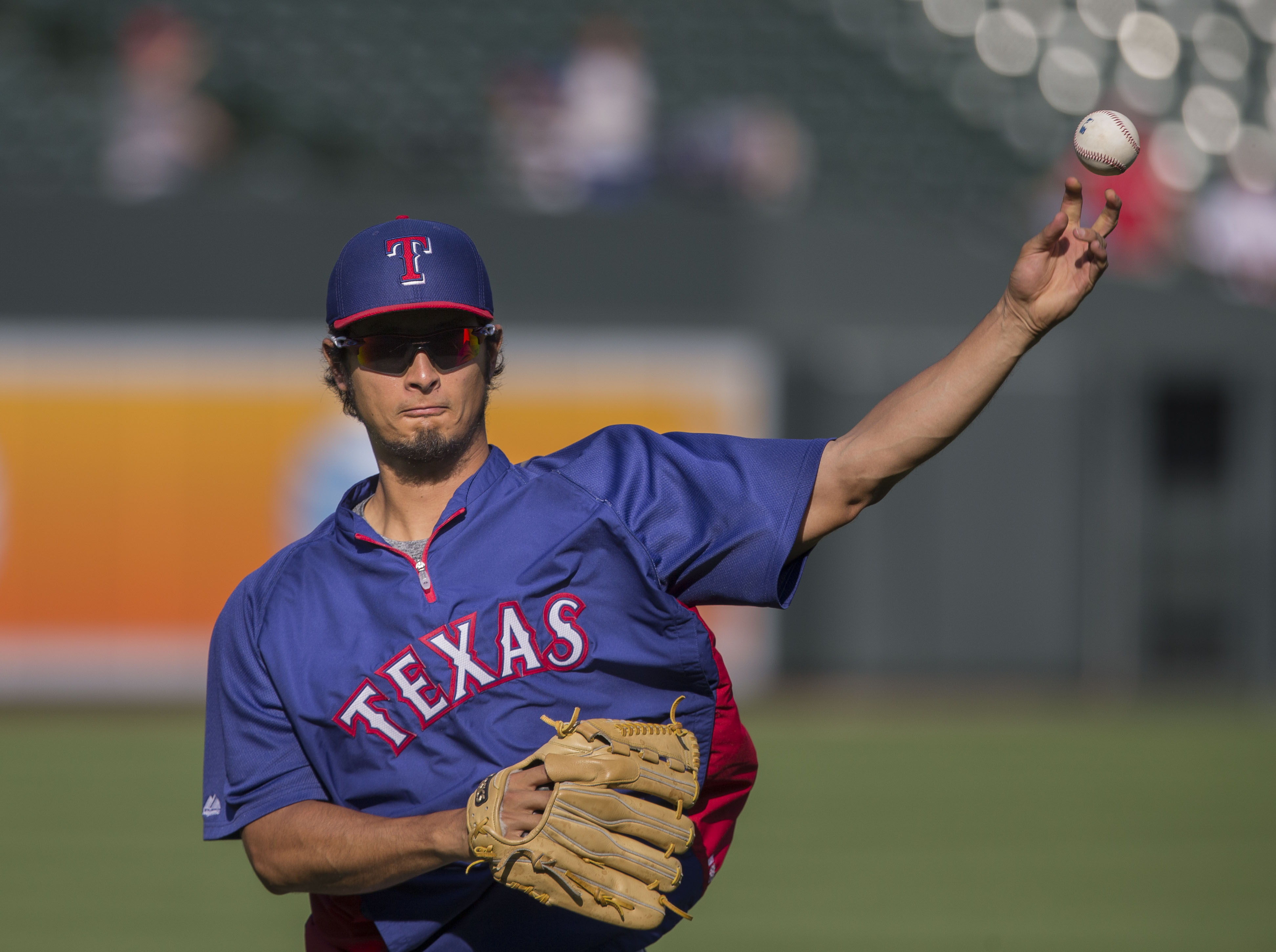
Yu Darvish en 2014.

À son premier départ de la saison 2014, le 6 avril, Darvish retire Wil Myers des Rays de Tampa Bay sur des prises. Il compte alors 500 retraits sur des prises en 401 manches et deux tiers lancées dans les majeures. C'est le lanceur ayant atteint le plus rapidement ce plateau dans l'histoire, trois manches plus rapidement que Kerry Wood en 2001.
Le 9 mai 2014, dans une victoire de 8-0 sur les Red Sox de Boston, Darvish perd pour la seconde fois de sa carrière un match sans point ni coup sûr après deux retraits en 9e manche, lorsqu'il est victime d'un coup sûr de David Ortiz. Il avait perdu une possibilité de match parfait en 7e manche lors d'une erreur de son coéquipier Alex Ríos sur une balle frappée par ce même Ortiz.
Il honore sa 3e sélection en autant d'années au match des étoiles et lance dans la partie une manche en relève pour les étoiles de l'Américaine, sans accorder de points à la Nationale. En 3 matchs d'étoiles, c'est la première fois qu'il entre en jeu dans la rencontre.
Darvish maintient en 2014 une moyenne de points mérités de 3,06 en 22 départs et compte 182 retraits sur des prises en 144 manches et un tiers lancées. Il remporte 10 victoires contre 7 défaites. Placé sur la liste des joueurs blessés le 13 août pour une légère inflammation au coude droit, les Rangers, qui sont bons derniers sur les 30 clubs du baseball majeur, décident de ne courir aucun risque et mettent fin à sa saison. Il mène à ce moment-là les majeures avec 11,3 retraits sur des prises par 9 manches lancées.

##### Saison 2015
Il ne lance qu'une fois au camp d'entraînement des Rangers en mars 2015 et éprouve des douleurs aux triceps. Des examens médicaux révèlent un souci avec le ligament de son coude. Il subit une opération de type Tommy John qui met fin à sa saison 2015 avant même qu'elle ne commence, et son retour au jeu est prévu durant la saison 2016.

#### Dodgers de Los Angeles
Le 31 juillet 2017, les Rangers du Texas échangent Yu Darvish aux Dodgers de Los Angeles contre trois joueurs des ligues mineures : le lanceur droitier A. J. Alexy, l'arrêt-court Brendon Davis et le joueur de deuxième but Willie Calhoun.

### Cubs de Chicago
Le 13 février 2018, il signe un contrat de 126 millions de dollars pour 6 ans avec les Cubs de Chicago.

## Vie personnelle
Yu Darvish, dont le vrai nom est Darvishsefat, est un Japonais d'ascendance iranienne. Son père Farsad Darvishsefat est un ancien joueur de l'équipe d'Iran de football ayant immigré pour ses études en 1977 aux États-Unis, où il rencontra à St. Petersburg en Floride celle qui devint la mère de Yu Darvish, Ikuyo, née au Japon.
Yu a donné 50 millions de yens (620 000 dollars US) à la Croix-Rouge japonaise après le séisme de la côte Pacifique du Tōhoku le 11 mars 2011.